# نادي ليستر نيرفانا
نادي ليستر نيرفانا لكرة القدم (بالإنجليزية: .Leicester Nirvana F.C)‏ هو نادٍ رياضي للعب كرة القدم ويقع في حي هاميلتون في مدينة ليستر في إنجلترا. تأسس النادي في قصة اندماج في عام 2008 مابين ثيرنبي رانجيرز وليستر نيرفانا، واصبح الفريق عضو في دوري المقاطعات المتحد وهو دوري يتبع للاتحاد الانجليزي ويقع في حديقة هاملتون.

## تاريخ النادي

### ثورنبي رينجرز
تأسس نادي ثورنبي رينجرز كفريق يلعب في دوري يوم الاحد وكان يقع في شارع داكين في ليستر. فازوا بدوري تشارنوود الممتاز ليوم الاحد في سنة 1988-89 واستمروا في الفوز لثلاث مواسم متتالية. وبعد أن حصلو على المركز الثاني في موسمي 1992-93، انتقل النادي إلى دوري يوم السبت، وانضم إلى الدرجة الأولى في منطقة ليستر. حيث فازوا في الدوري في أول محاولة وفورا تم تأهلهم إلى الدرجة الممتازة. وشهد الموسم التالي فوزهم بلقب الدوري للدرجة الممتازة، وصعدوا إلى دوري ليسترشاير.
فازا فريق ثورنبي بلقب الدوري للدرجة الأولى وايضا بدرع ليسترشاير وروتلاند ساترداي في سنة 1995-1996،  ولكن لم يكن بامكانهم الصعود إلى الدرجة الأولى. وفي الموسم التالي بعد ان فازوا بلقب الدرجة الأولى للمرة الثانية سنة 2000-01، صعد النادي إلى الدرجة الممتازة. وفازوار بلقب وكأس الرابطة لمنطقة ليسترشير روتلاند في سنة 2001-2002 وكانوا أبطال الدوري، الممتاز في سنة 2004-05.  وحقق لقب كأس روتلاند وليسترشاير بجدارة في الموسم التالي. 

### ليستر نيرفانا
تأسس نادي ليستر نيرفانا لكرة القدم في منتصف الثمانينيات، نشأت فكرة تأسيس النادي من قبل مجموعة شباب أصدقاء كانو يلقبوا بالريد يوث يلعبون في حديقة فيكتوريا في مدينة ليستر. انضم النادي إلى الدرجة الأولى في عام 1984 وكان الوصيف في موسمه الأول، وصعد فورا إلى الدوري الممتاز. وفازوا بلقب الدرجة الأولى في سنة 1986-87 وفي الموسم التالي انتهى الدوري وهم في المركز الثاني.  وبعد ان حصلوا على المركز الثالث في سنة 1988-89 انتقل النادي إلى دوري اخر، دوري وسط ميدلاندز، وتم تغيير اسم النادي إلى ليستر نيرفانا.  كان ليستر نيرفانا الوصيف الأول في أول موسم لهم في الدوري. ولكن في الموسم التالي شهد استقالة النادي منتصف الموسم. ومع ذلك، سُمح لهم بالعودة إلى الدوري لموسم 1991-1992، والذي وضعهم في الدرجة الممتازة الجنوبية. وغادر النادي الدوري في نهاية الموسم بعد أن قرر التركيز على كرة القدم للشباب. 

### اندماج النادي
اندمج ثورنبي رينجرز وليستر نيرفانا لتشكيل ثورنبي نيرفاناوذلك في عام 2008، محتفظين بمكان رينجرز في دوري الدرجة الأولى في ليسترشاير، على الرغم من استمرار ليستر نيرفانا كنادي للشباب. في 2009-10 احتلوا المركز الثالث في دوري الدرجة الأولى وتأهل إلى دوري مقاطعات إيست ميدلاندز. فاز النادي بكأس الرابطة في 2010-11 ولقب الدوري في 2013-14، وصعد إلى الدرجة الأولى في دوري المقاطعات المتحدة. واحتل المركز الثاني في دوري الدرجة الأولى في الموسم التالي. في نهاية الموسم تم تغيير اسم النادي ليستر نيرفانا. واحتل الفريق المركز الثاني في دوري الدرجة الأولى مرة أخرى في 2015-2016، وخسر اللقب بفارق الأهداف.

## مقر النادي
لعب النادي المندمج في البداية على أرض طريق دايكن في ثورنبي. وفي عام 2015 بدأوا في تقاسم الأراضي في جادة جلين إيجلز في هايفيلد رينجرز، وبعد ان تم تطوير حديقة هامليتون نيرفانا بناء على تصنيف الأراضي فيما يخص استخدام الأرض وتخصيصها للعب انتقل النادي اليها في 2016.

## بطولات النادي
- دوري مقاطعات شرق ميدلاندز
  - البطل عام 2013-14
  - الفائز بكأس الدوري عام 2010-11

## السجلات
- أفضل أداء لكأس الاتحاد الإنجليزي: الجولة التأهيلية الأولى، 2011-12، 2012-13.
- أفضل أداء فاز به اتحاد كرة القدم: الجولة الخامسة، 2018-19.